# SV Austria Salzburg (2005)
Der Sportverein Austria Salzburg, kurz SV Austria Salzburg oder einfach nur Austria Salzburg, ist ein Fußballverein aus Salzburg. Er spielt ab der Saison 2025/26 in der 2. Liga.
Der Verein wurde im Anschluss an den Einstieg von Red Bull beim gleichnamigen Bundesliga-Verein SV Austria Salzburg und dessen Neuausrichtung als FC Red Bull Salzburg gegründet. Als Vorbild dienten die fangetragenen englischen Vereine AFC Wimbledon und FC United of Manchester. Der Verein sieht sich als Nachfolger der früheren Austria und beruft sich als solcher auf deren Geschichte von 1933 bis 2005, deren Traditionen und deren Erfolge. Die Vereinsfarben sind dementsprechend Violett und Weiß.

## Geschichte
Die Geschichte des alten SV Austria Salzburg bis 2005 wird im Artikel über den FC Red Bull Salzburg behandelt, da Red Bull den Verein 2005 übernahm und umgestaltete. Sie ist auch die Vorgeschichte des neugegründeten Vereins.

### Der Farbenstreit und die Initiative Violett-Weiß
Als im April 2005 die Pläne der Red Bull GmbH für einen Einstieg bei Austria Salzburg bekannt wurden, standen dessen Fans dem Vorhaben aufgrund der schlechten finanziellen Situation des Vereines positiv gegenüber. In Österreich ist die Umbenennung eines Sportvereins vergleichsweise normal, viele Teams im Fußball oder Eishockey tragen den Namen eines Sponsors, üblicherweise, um ihre Finanzen zu sanieren bzw. ihr Budget aufzustocken. In der Regel geschehen solche Umbrüche aber mit Rücksicht auf die Tradition des Vereins, die nur behutsam verändert wird. In diesem Fall war es eine radikale Vereinsumgestaltung, die faktisch einer Übernahme des Vereins gleichkam – Red Bull ließ sich in den Vereinsstatuten das alleinige Bestellungsrecht für den Vereinsvorstand festschreiben –, die zur Gründung der Initiative und einem Machtkampf zwischen der Fanszene der Austria und dem neuen De-facto-Eigentümer führte. Streitpunkte waren die fehlende Akzeptanz der Vereinsgeschichte (die neue Führung gab ursprünglich als Gründungsjahr des Vereins das Jahr 2005 an, was erst auf Druck des ÖFB rückgängig gemacht wurde) und vor allem die Traditionsfarben Violett-Weiß, die auf dem Papier zwar weiterhin die offiziellen Vereinsfarben blieben, aber faktisch nicht mehr existent waren. Rot-Weiß ersetzte die Traditionsfarben Violett-Weiß – nicht nur als Farbe der Trikots – und das Red-Bull-Logo wurde wesentlicher Bestandteil des Vereinswappens.
Als Reaktion auf die Umgestaltung des Vereins von Seiten des neuen Eigentümers gründeten Fans die Initiative Violett-Weiß, deren Ziel zunächst der Erhalt der violett-weißen Vereinstradition war. Agiert wurde dabei auf mehreren Ebenen: Einerseits wurde mit Verantwortlichen des Vereins verhandelt, andererseits wurden Aktionen wie die friedliche Stürmung und Besetzung des Platzes während eines Freundschaftsspiels durchgeführt.
Die Gespräche scheiterten endgültig, als Red Bull als einzigen Kompromiss eine violette Kapitänsschleife, auf den Trikots lediglich ein kleines violettes Logo des neuen Ausrüsters Adidas und violette Stutzen für den Torwart anbot. Im Laufe der ersten Hälfte der Saison 2005/06 spaltete sich das Fanlager der Austria in traditionelle violette Fans und neue Red-Bull-Fans. Protestspruchbänder, -gesänge, weiterhin violette Choreographien und die von den Fans weiterhin getragenen violetten Trikots und Schals waren ebenfalls Ausdruck der Ablehnung von Red Bull und Dietrich Mateschitz.
Während der Gespräche, verstärkt aber nach deren Scheitern, kam es zu diversen Zwischenfällen zwischen den traditionsbewussten Fans und der Führung von Red Bull Salzburg. Für weitere Aufregung sorgte die Umwandlung des Fansektors von einem Steh- in einen Sitzplatzsektor und pauschal ausgesprochene Hausverbote gegen vermeintliche Randalierer aus violetten Fankreisen, die jedoch zum Teil wieder rückgängig gemacht wurden.

#### Solidarität der Fans und Medienecho

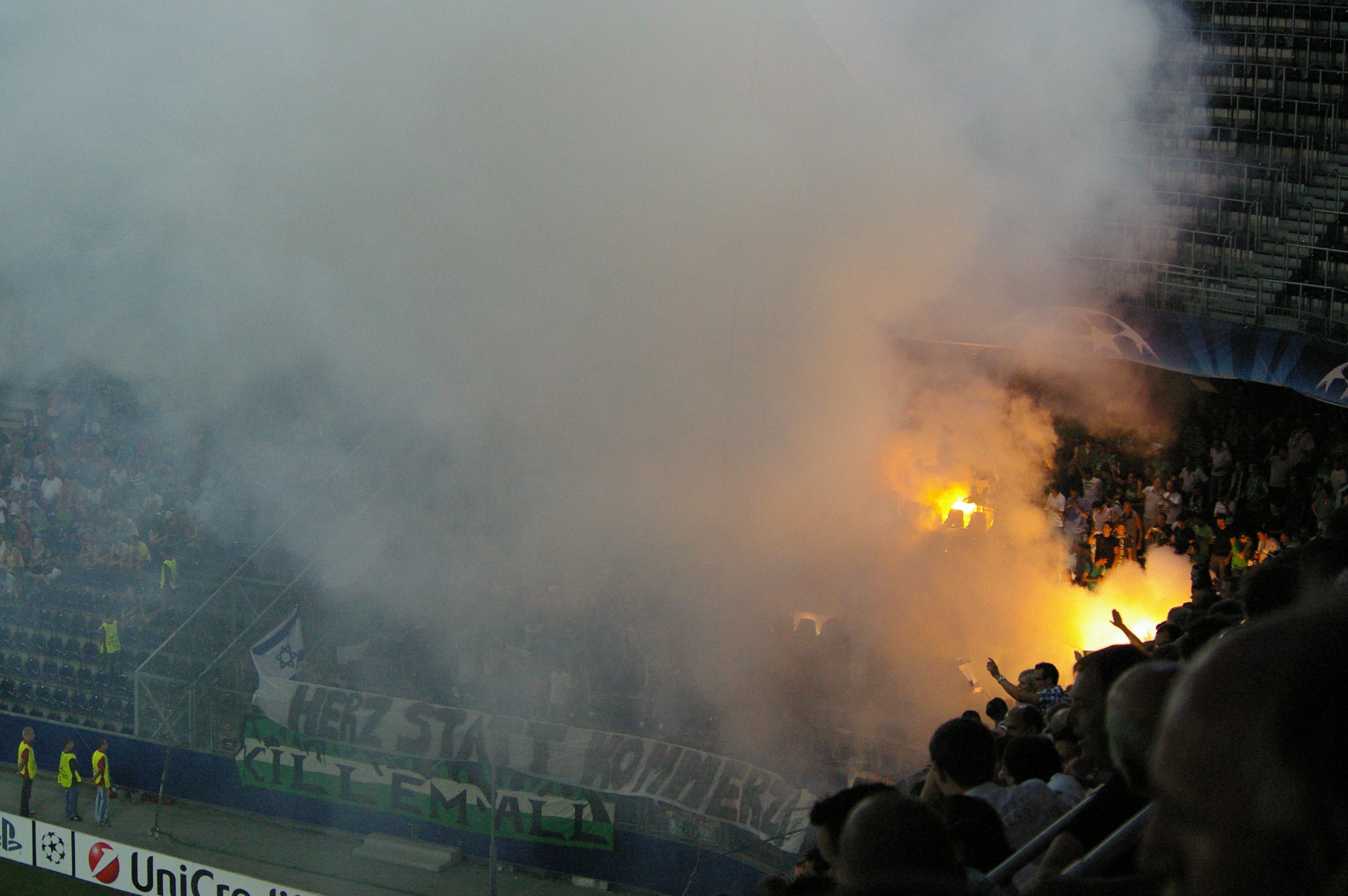
Solidaritätskundgebung der Fans von Maccabi Haifa im Champions-League-Qualifikationsspiel gegen Red Bull Salzburg („Herz statt Kommerz“)

In ganz Österreich und in vielen europäischen Stadien gab es Solidaritätskundgebungen von Fangruppierungen mit den violetten Fans. Deren Protest wird gemeinhin als Kampf der Fußballfans gegen die fortschreitende Kommerzialisierung des Sports verstanden und entsprechend unterstützt. Entgegen den üblichen Rivalitäten zwischen den Anhängern verschiedener Vereine haben die Entwicklungen in Salzburg dazu geführt, dass die Fußballfans sich als Einheit verstehen und gemeinsam „gegen den modernen Fußball“ agieren. Ziel ist es, die Tradition und Identität des jeweiligen Vereins zu wahren und zu verhindern, dass die Vereine zu reinen Werbeträgern werden. Die Fans selbst sehen sich als diese Traditionsträger, da die Spieler, Trainer und Vorstand sich ändern. Insbesondere in der Ultrà-Bewegung wurde die Vehemenz, mit der sich die Salzburger Fans gegen die neue Identität ihres Vereins wehrten, begrüßt und unterstützt.
Insgesamt haben sich Anhänger aller österreichischen Erstligisten mit Spruchbändern und Choreographien mit der Initiative Violett-Weiß solidarisiert, ebenso die Fans der meisten Zweitligisten. Auch in Deutschland haben die Fans vieler Bundesligisten ihre Solidarität bekundet, zum Teil auch die Kurven in den unteren Ligen. Insgesamt handelt es sich um 23 Fußball-Fanklubs aus Österreich, 53 aus dem übrigen Europa und sogar zweien aus den USA, die ihre Solidarität mit der Initiative erklärt haben. Ein derartiger Zusammenschluss und -halt unter den Fans ist in der österreichischen und europäischen Fußballgeschichte neu. Auch prominente Fußballer und Trainer wie Hans Krankl, Paul Scharner, Toni Pfeffer, Ernst Dospel und Herbert Prohaska unterstützen die Initiative der violetten Fans.
Auch diverse Fernsehsender wie das ZDF oder ARTE dokumentierten im Vorfeld der Fußball-Weltmeisterschaft 2006 verstärkt die Tätigkeiten der Initiative Violett-Weiß und die Gründung des neuen Vereins, um über den Umgang der Fußballfans mit der Kommerzialisierung ihres Sports zu informieren. In der Ausgabe vom Februar 2008 ging auch das Wirtschaftsmagazin brand eins unter dem Titel Der zwölfte Mann ausführlich auf diese Thematik ein.

### Gründung einer neuen Austria

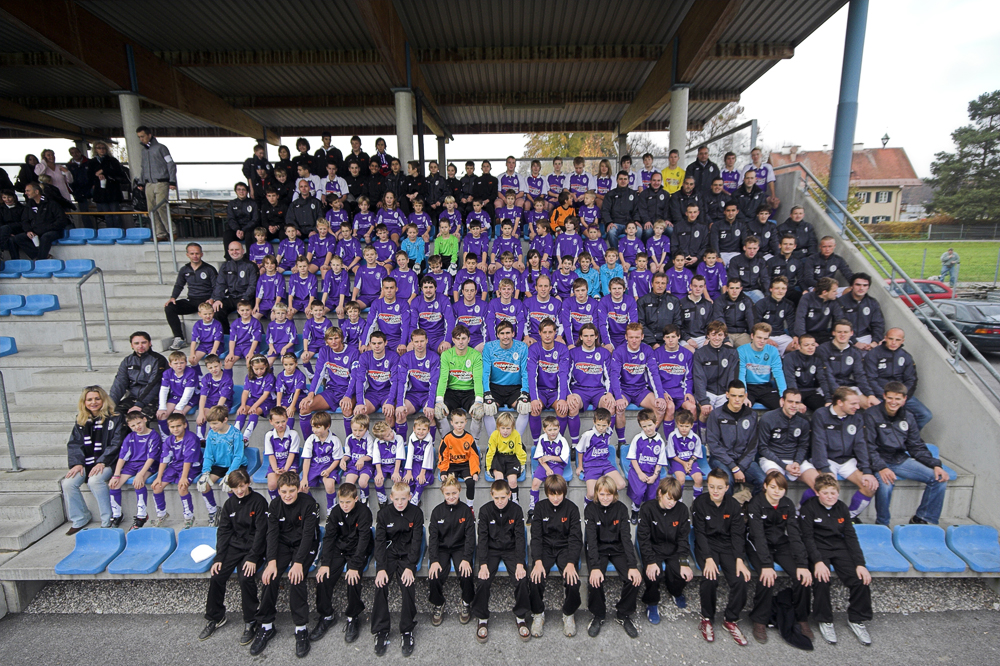
Sämtliche Spieler der Salzburger Austria, November 2007

Nach dem Scheitern der Verhandlungen mit den neuen Vereinsverantwortlichen zog sich der Großteil der violetten Fans aus dem Stadion zurück. Ziel war die Gründung einer neuen Austria Salzburg. Der erste diesbezügliche Schritt war die Gründung des Vereins durch Eintragung im Vereinsregister unter dem Namen Sportverein Austria Salzburg am 7. Oktober 2005.
Die Vereinsgründung als letzter Schritt des Protests hat seine Vorläufer in England. Bereits bei ähnlichen Fällen in London, wo der AFC Wimbledon als Reaktion auf den Umzug des Wimbledon FC gegründet wurde, und Manchester (nach dem Kauf von Manchester United durch Malcolm Glazer kulminierten die Proteste im neuen Verein FC United of Manchester) konnten die neuen Vereine über einen längeren Zeitraum hinweg ihre Anhänger binden.
Der neue Verein hatte schnell etwa 800 Mitglieder und eine große Anhängerschaft. Um möglichst bald in den Spielbetrieb einsteigen zu können, wurden Verhandlungen mit der Fußballsektion des PSV/Schwarz-Weiß Salzburg geführt, die schließlich zu einer Kooperation für das Frühjahr 2006 führten. Gespielt wurde in violett-weißen Trikots, welche die Vereinswappen beider Vereine trugen. Zum Ende der Saison wurde jedoch die Kooperation wieder beendet, da von Seiten des PSV keine Garantien für eine zukünftige Auslagerung der Fußballsektion gegeben wurden.

### Die unterste Klasse und der Weg nach oben

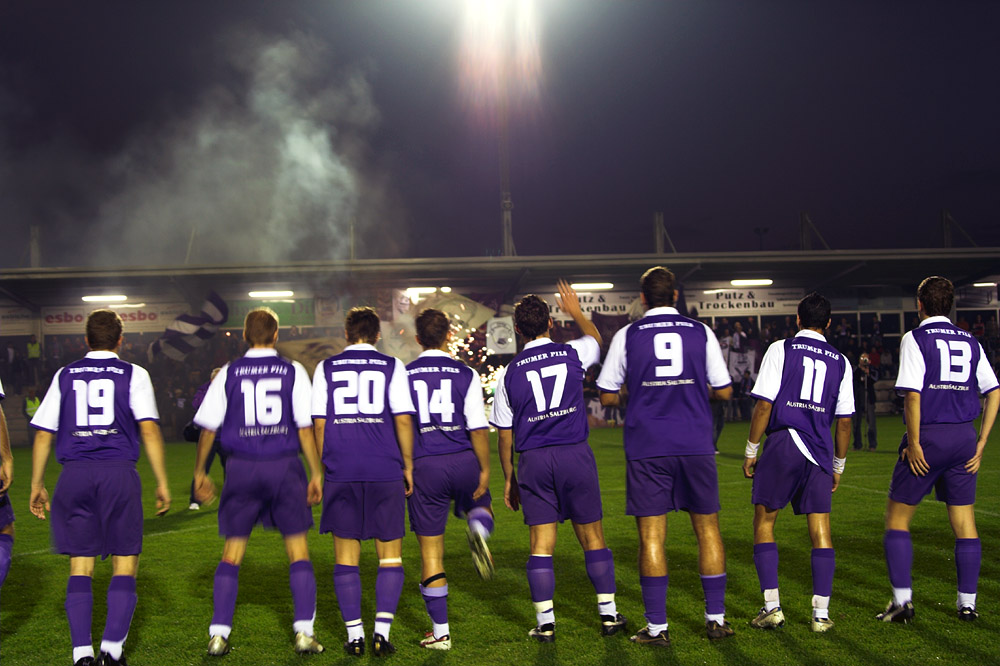
Spieler der Austria bei einem Auswärtsspiel in Seekirchen (13. Oktober 2006)

Die Austria begann in der Saison 2006/07 daher – trotz sportlich erzielten Klassenerhalts in der Landesliga – als eigenständiger Verein mit komplett neuem Kader (darunter einige Fußballer aus der eigenen Fankurve) in der untersten Spielklasse, der Salzburger 2. Klasse Nord A, und schaffte im ersten Anlauf den Aufstieg. Als Spielstätte diente dabei die inzwischen dem Sportzentrum Mitte gewichene Anlage des UFC Salzburg-Danubia im Nonntal.
Rechtzeitig zu Beginn der Saison 2007/08 konnte auch die Suche nach einer neuen längerfristigen Spielstätte beendet werden. Der SV Austria Salzburg trägt seine Spiele nun auf der Sportanlage West im Salzburger Stadtteil Maxglan aus. Auch in den drei folgenden Saisonen sicherte sich der Verein den Meistertitel, wodurch der Durchmarsch in die Regionalliga West, die dritthöchste Spielklasse Österreichs, gelang. Die Austria war mit dem Erfolg auch der erste Verein aus dem Bundesland Salzburg, dem vier Aufstiege in Serie gelangen.

### In der Regionalliga
Mit dem Aufstieg in die Westliga war der Verein zum ersten Mal als eine der sechs besten Salzburger Mannschaften automatisch in der Vorrunde des ÖFB-Cups startberechtigt und konnte sich in dieser am 27. Juli 2010 in einem Heimspiel mit 2:0 gegen den Westliga-Konkurrenten TSV Neumarkt durchsetzen. Die späten Tore von Marko Vujić (89. Minute per Elfmeter) und Raphael Reifeltshammer (90.+3, direkter Freistoß) nach einer frühen Roten Karte für Florian Hirsch (13., wegen Nachtretens) bedeuteten die erstmalige Qualifikation für den Hauptbewerb. Eine Qualifikation über den Gewinn des Salzburger Landescups war der Austria zuvor nicht gelungen. Als Gegner in der ersten Runde wurde der Erstligist Austria Lustenau zugelost; gegen die Vorarlberger verlor man am 14. August 2010 zuhause mit 0:3 und schied aus. Die Premierensaison in der Regionalliga schloss die Austria mit dem 5. Platz ab.
Die Saison 2011/12 begann wieder mit der Vorrunde für den ÖFB-Cup, diesmal gegen den USK Anif. Das Heimspiel am 23. Juli 2011 war nahezu eine Kopie der Vorrundenpartie aus dem Vorjahr: Hirsch sah in der 18. Minute die Gelb-Rote Karte, aber durch Tore von Reifeltshammer (58. Minute) und Vujić (87. Minute) gewann die Austria mit 2:0. Bereits in der 12. Minute hatte Neuzugang Martin Eisl einen Foulelfmeter pariert. In der ersten Hauptrunde schied die Austria am 6. August 2011 ebenfalls wie im Vorjahr mit 0:3 aus, dieses Mal in einem Auswärtsspiel beim Ostligisten Parndorf. Nach mäßigen Leistungen in der Liga trat Trainer Didi Emich am 19. September zurück und wurde am 6. Dezember durch Thomas Hofer vom Ligarivalen Anif ersetzt. In der Zwischenzeit wurde die Mannschaft interimsweise von Sportchef Gerhard Stöger betreut. Die Liga-Saison beendete die Austria im Mittelmaß der Tabelle auf Platz 8, dafür konnte sie aber am 23. Mai 2012 in Eugendorf erstmals den Salzburger Landescup durch ein 4:0 (2:0) im Finale gegen den SAK 1914 erobern.
Die nächste Saison begann für den Verein nach dem Sieg im Landescup am 13. Juli 2012 direkt in der ersten Cup-Hauptrunde. Die Austria unterlag dem FC Pasching aus der Regionalliga Mitte auswärts mit 1:2 (0:2). Danach verlief die Saison erfolgreich: In der Liga wurde die Austria sechs Punkte hinter dem FC Liefering Zweiter und konnte außerdem am 29. Mai in Eugendorf den Landescup durch ein 4:0 gegen den TSV St. Johann verteidigen und sich damit für die erste Runde des ÖFB-Cups qualifizieren. Trainer Hofer verließ den Verein mit Saisonende aufgrund fehlender Rückendeckung durch die Vereinsführung.
Die Saison 2013/14 begann am 13. Juli 2013 mit der 1. Runde im ÖFB-Cup, wo ihnen der Bundesligaaufsteiger SV Grödig zugelost wurde. Dieser wurde mit 6:5 (1:1 n. V.) im Elfmeterschießen aus dem Wettbewerb geworfen. In der 2. Runde wurde mit dem Bundesligaabsteiger SV Mattersburg wieder ein auf dem Papier deutlich höher eingeschätzter Gegner zugelost. In dieser Partie musste man sich, nach einer ebenso starken Leistung wie in der 1. Runde, aber dann im abermaligen Elfmeterschießen mit 2:4 (1:1 n. V.) geschlagen geben, was das Aus im ÖFB-Cup bedeutete. In der Regionalliga ging man am 2. November 2013, bis dahin ungeschlagen, als Herbstmeister in die Winterpause und wurde schließlich überlegen mit neun Punkten Vorsprung auf die WSG Wattens Meister. Damit qualifizierte sich der SV Austria für die Relegationsspiele gegen den Meister der Regionalliga Ost, den Floridsdorfer AC. Dieser erwies sich aber als deutlich zu stark: Auswärts gelang den Salzburgern zwar ein 2:2, daheim war die Mannschaft aber chancenlos und muss daher auch in der Saison 2014/15 wieder in der Regionalliga West spielen. Positiv verlief hingegen der Salzburger Landescup für den SV Austria. Am 20. Mai 2014 gewann er erneut im Finale gegen den TSV St. Johann mit 6:2 in Eugendorf.
Im Auswärtsspiel in der vorletzten Runde der Regionalliga-Saison 2014/15 beim FC Kitzbühel, dem 300. Pflichtspiel seit der Gründung, siegte die Austria vor rund 1000 mitgereisten Fans durch ein Tor von Uroš Palibrk in der 83. Minute mit 1:0 und fixierte damit den Meistertitel und den Aufstieg in die Erste Liga, da der Meister der Regionalliga West in dieser Saison keine Relegationsspiele bestreiten musste. In den Cup-Bewerben war die Austria weniger erfolgreich: Im ÖFB-Cup war nach einem 0:5 (0:2) am 23. September 2014 im Voralpenstadion Vöcklabruck gegen den SK Sturm Graz in der 2. Runde Endstation, im SFV-Cup war man zuvor schon am 26. August in der 3. Runde durch ein 1:2 (1:0) beim UFC Siezenheim ausgeschieden.

### Aufstieg in den Profi-Fußball und Insolvenz
In der Saison 2015/16 spielte die Austria in der zweitklassigen Ersten Liga und somit erstmals seit ihrer Gründung im Profifußball. Ende November 2015 gab der Verein bekannt, dass er ein Sanierungsverfahren ohne Eigenverwaltung eingeleitet habe. Wenig später trat der Trainer Jørn Andersen aufgrund mangelnder sportlicher Perspektive zurück. Sein Nachfolger wurde Gerald Baumgartner, der zugleich die Position des sportlichen Leiters übernahm. Kurz darauf verließen auch der Co-Trainer Thomas Klochan und der Torwarttrainer Alex Schriebl den Verein. Am 1. März 2016 stimmte die große Mehrheit der Gläubiger dem Sanierungsplan zu. Dadurch konnte der mit 1,4 Millionen Euro verschuldete Verein die Saison 2015/16 zu Ende spielen. Während der neunte Platz trotz Abzug von 6 Punkten zum sportlichen Klassenerhalt gereicht hätte, stieg der Verein aufgrund der Insolvenz automatisch in die Regionalliga West ab. Die folgende Saison 2016/17 in der Regionalliga West endete mit dem Abstieg in die Salzburger Liga. Ein erneuter finanzieller Kollaps konnte nur durch Spenden der Mitglieder vermieden werden. Im zweiten Jahr wurde der Wiederaufstieg in die Regionalliga erreicht, in der die Austria seitdem antritt.
In der Saison 2023/24 kam es in der 2. Runde des ÖFB-Cups nach 18 Jahren zum ersten Aufeinandertreffen zwischen dem SV Austria Salzburg und dem FC Red Bull Salzburg. Der Erstligist gewann mit 4:0. Sportlich hätte sich die Austria in derselben Saison wieder für den Aufstieg in den Profi-Fußball (2. Spielklasse) qualifiziert. Einsprüche von Bauträgern, die neben dem Stadion Wohnungen errichten wollen, führten jedoch dazu, dass eine Lärmschutzwand neben dem Stadion notwendig wurde. Deren Finanzierung und Zusage erfolgte jedoch für das Zulassungsverfahren zu spät. Der SV Austria spielt damit auch in der Saison 2024/25 weiterhin in der Regionalliga West, erhielt jedoch Mitte April 2025 als gegenwärtiger Tabellenführer erstinstanzlich die Zusage für eine Zweitligalizenz. Am 30. Spieltag konnte der SV Austria Salzburg mit einem 1:0-Sieg gegen den SC Schwaz erneut den Meistertitel in der Regionalliga West gewinnen und stieg damit in die 2. Liga auf.

## Vereinsstruktur

### Vereinsführung
Stand: 22. Mai 2025
| Name               | Funktion                                   | Nationalität |
| ------------------ | ------------------------------------------ | ------------ |
| Claus Salzmann     | Präsident                                  | Osterreich   |
| David Rettenbacher | Obmann                                     | Osterreich   |
| Adrian Goiginger   | Obmann-Stellvertreter                      | Osterreich   |
| Florian Weinkamer  | Schriftführer                              | Osterreich   |
| Christoph Fazekas  | Schriftführer-Stellvertreter               | Osterreich   |
| Bernhard Knoll     | Kassier                                    | Osterreich   |
| Martin Hassler     | Kassier-Stellvertreter                     | Osterreich   |
| Markus Eichbauer   | Klubmanager – Sponsoring und Infrastruktur | Osterreich   |

## Kampfmannschaft

### Trainerteam
Stand: 2. Juli 2025
| Funktion       | Name                | Geburtsdatum | Nationalität | beim Verein seit | letzter Verein             |
| -------------- | ------------------- | ------------ | ------------ | ---------------- | -------------------------- |
| Trainer        | Christian Schaider  | 18.02.1977   | Deutschland  | 01/2018          | ESV Freilassing            |
| Co-Trainer     | Jilmaz Özel         | 31.01.1969   | Osterreich   | 01/2018          | SV Grödig                  |
| Co-Trainer     | Peter Urbanek       | 15.06.1988   | Osterreich   | 07/2025          | Trainer UFC Siezenheim     |
| Torwarttrainer | Christian Schlosser | 13.04.1996   | Deutschland  | 07/2025          | SV Austria Salzburg Jugend |

### Aktueller Kader
Stand: 5. August 2025
| Rücken- nummer | Name                   | Geburtsdatum | Nationalität            | beim Verein seit | letzter Verein                          |
| Tor            | Tor                    | Tor          | Tor                     | Tor              | Tor                                     |
| -------------- | ---------------------- | ------------ | ----------------------- | ---------------- | --------------------------------------- |
| 01             | Manuel Kalman          | 05.06.1995   | Osterreich              | 07/2021          | Salzburger AK 1914                      |
| 21             | Edin Omerović          | 28.02.2005   | Bosnien und Herzegowina | 01/2024          | SV Austria Salzburg II                  |
| 96             | Simon Nesler-Täubl     | 04.01.2005   | Osterreich              | 07/2025          | SC Austria Lustenau (Leihe)             |
| Verteidigung   |                        |              |                         |                  |                                         |
| 04             | Denis Kahrimanović     | 27.04.2000   | Bosnien und Herzegowina | 07/2024          | FC Pinzgau Saalfelden                   |
| 05             | Matthias Theiner       | 02.06.1998   | Italien                 | 07/2019          | FC Kufstein                             |
| 12             | Luka Sandmayr          | 17.09.1999   | Osterreich              | 07/2017          | SV Austria Salzburg II                  |
| 14             | Christoph Gruber       | 09.01.2002   | Osterreich              | 07/2024          | TSV St. Johann                          |
| 20             | Moritz Eder            | 21.03.2003   | Osterreich              | 01/2025          | Grazer AK                               |
| 22             | Fabian Windhager       | 07.09.2001   | Osterreich              | 07/2023          | FC Blau-Weiß Linz                       |
| 24             | Sebastian Aigner       | 03.01.2001   | Osterreich              | 01/2025          | vereinslos (zuvor Schwarz-Weiß Bregenz) |
| 37             | Gabriel Marušić        | 03.03.2003   | Kroatien                | 07/2025          | FC Bayern München II                    |
| 55             | Luca Meisl             | 04.03.1999   | Osterreich              | 07/2025          | vereinslos (zuvor SC Austria Lustenau)  |
| Mittelfeld     |                        |              |                         |                  |                                         |
| 06             | René Zia               | 09.09.1991   | Osterreich              | 07/2021          | USK Anif                                |
| 07             | Tolga Günes            | 18.07.1997   | Osterreich              | 07/2025          | vereinslos (zuvor Floridsdorfer AC)     |
| 08             | Denizcan Cosgun        | 16.02.2002   | Osterreich              | 07/2025          | vereinslos (zuvor SV Ried)              |
| 10             | Marinko Sorda          | 25.03.1996   | Bosnien und Herzegowina | 07/2019          | USK Anif                                |
| 11             | Paul Lipczinski        | 26.09.2001   | Osterreich              | 07/2025          | SV Horn                                 |
| 23             | Mathew Collins         | 01.12.2004   | Schweiz                 | 07/2025          | WSG Tirol                               |
| 30             | Luca Schmitzberger     | 18.11.2001   | Deutschland             | 01/2024          | Wacker Burghausen                       |
| 77             | Dario Bijelić          | 18.05.2004   | Kroatien                | 07/2025          | FC Puch                                 |
| Angriff        |                        |              |                         |                  |                                         |
| 09             | Tobias Pellegrini      | 03.04.1996   | Osterreich              | 07/2025          | SK Bischofshofen                        |
| 13             | Alexander Schwaighofer | 28.12.1998   | Osterreich              | 01/2017          | SV Austria Salzburg II                  |
| 17             | Yannic Fötschl         | 20.02.2003   | Osterreich              | 07/2025          | Floridsdorfer AC                        |
| 19             | Semir Gvozdjar         | 20.06.1997   | Osterreich              | 07/2024          | FC Pinzgau Saalfelden                   |
| 45             | Daniel Bareš           | 22.12.1998   | Tschechien              | 08/2025          | Wacker Burghausen                       |

### Transfers
Stand: 5. August 2025
| Zugänge: | Abgänge: |
| Sommer 2025 | Sommer 2025 |
| --- | --- |
| - Daniel Bareš (Wacker Burghausen) - Dario Bijelić (FC Puch) - Mathew Collins (WSG Tirol) - Denizcan Cosgun (vereinslos) - Yannic Fötschl (Floridsdorfer AC) - Tolga Günes (vereinslos) - Paul Lipczinski (SV Horn) - Gabriel Marušić (FC Bayern München II) - Luca Meisl (vereinslos) - Simon Nesler-Täubl (SC Austria Lustenau, Leihe) - Tobias Pellegrini (SK Bischofshofen) | - Kaan Coskun (TSV St. Johann) - Gavrilo Fonjga (SV Kuchl) - Timo Kulterer (SV Wals-Grünau, Leihe) - Tobias Moser (USC Eugendorf) - Nico Schiedermeier (SV Kuchl, Leihe) - Aaron Volkert (SV Seekirchen 1945) - Johannes Zottl (Union Vöcklamarkt) - Denis Lungu-Bocean (vereinslos) - Milos Savic (vereinslos) |

## Spielstätten
- PSV-Platz (im Stadtteil Salzburg-Süd): Frühjahr 2006
- SAK-Platz (im Stadtteil Nonntal): letztes Spiel in der Frühjahrssaison 2006
- UFC-Platz (im Stadtteil Nonntal): Saison 2006/07
- Sportzentrum ASKÖ Salzburg West (im Stadtteil Maxglan): seit der Saison 2007/08
- Stadion Vor der Au (in Schwanenstadt): ab der Saison 2015/16 als Ausweichstadion für die Erste Liga
- FAC-Platz (in Wien): ab Saison 2015/16 als Ausweichstadion, da von der Bezirkshauptmannschaft das Stadion Schwanenstadt als Ausweichstadion für Risikospiele nicht genehmigt wurde[27]

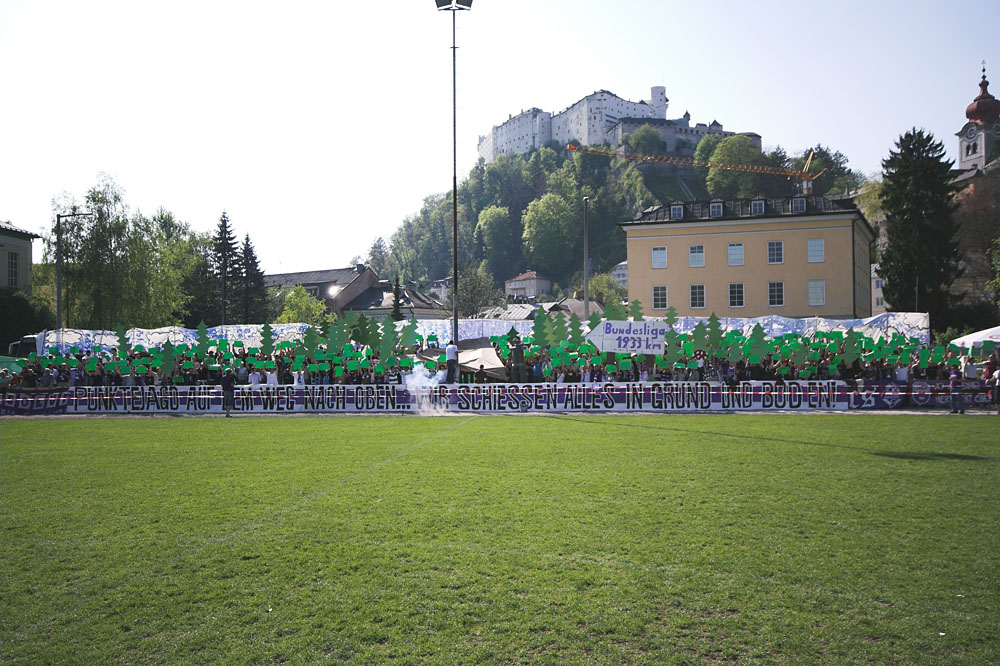
Austria-Fans bei einem Heimspiel am UFC-Platz (2007)
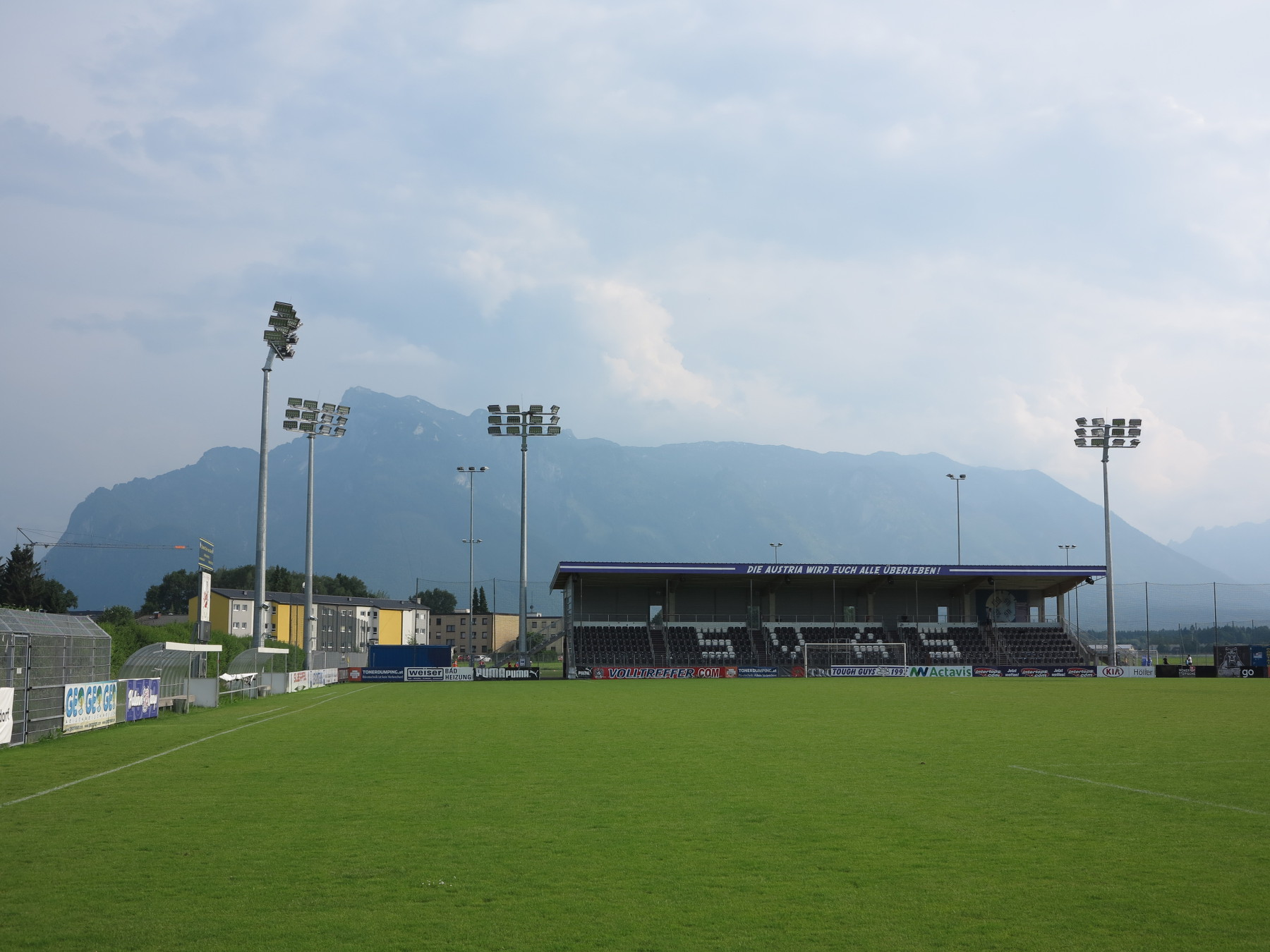
Sportzentrum ASKÖ Salzburg West, Blick zur Fantribüne (2017)

## Abschlusstabellen
| Saison  | Spielklasse           | Platz | Sp | S  | U  | N  | Tore   | Pkt. | Anmerkungen                                                         |
| ------- | --------------------- | ----- | -- | -- | -- | -- | ------ | ---- | ------------------------------------------------------------------- |
| 2005/06 | 1. Landesliga         | 11    | 26 | 08 | 03 | 15 | 035:65 | 27   | in Spielgemeinschaft mit dem PSV Schwarz-Weiß                       |
| 2006/07 | 2. Klasse Nord A      | 01    | 26 | 24 | 01 | 01 | 109:08 | 73   | Aufstieg in die 1. Klasse Nord                                      |
| 2007/08 | 1. Klasse Nord        | 01    | 26 | 25 | 0  | 01 | 094:10 | 75   | Aufstieg in die 2. Landesliga Nord                                  |
| 2008/09 | 2. Landesliga Nord    | 01    | 26 | 21 | 04 | 01 | 090:28 | 67   | Aufstieg in die 1. Landesliga                                       |
| 2009/10 | 1. Landesliga         | 01    | 26 | 19 | 03 | 04 | 068:24 | 60   | Aufstieg in die Regionalliga West                                   |
| 2010/11 | Regionalliga West     | 05    | 30 | 15 | 09 | 06 | 061:37 | 54   |                                                                     |
| 2011/12 | Regionalliga West     | 08    | 30 | 12 | 04 | 14 | 054:54 | 40   | Landescupsieger                                                     |
| 2012/13 | Regionalliga West     | 02    | 30 | 21 | 05 | 04 | 077:21 | 68   | Landescupsieger                                                     |
| 2013/14 | Regionalliga West     | 01    | 30 | 25 | 04 | 01 | 096:15 | 79   | Landescupsieger, Relegation verloren                                |
| 2014/15 | Regionalliga West     | 01    | 30 | 23 | 04 | 03 | 071:23 | 73   | Aufstieg in die Erste Liga                                          |
| 2015/16 | Erste Liga            | 09    | 36 | 07 | 11 | 18 | 045:73 | 26   | 6 Punkte abgezogen wegen Lizenzverstoß, Abstieg in die Regionalliga |
| 2016/17 | Regionalliga West     | 15    | 30 | 04 | 11 | 15 | 043:62 | 23   | Abstieg in die Salzburger Liga                                      |
| 2017/18 | Salzburger Liga       | 07    | 30 | 11 | 08 | 11 | 057:50 | 41   |                                                                     |
| 2018/19 | Salzburger Liga       | 02    | 30 | 21 | 07 | 02 | 092:31 | 70   | Aufstieg in die Regionalliga Salzburg                               |
| 2019/20 | Regionalliga Salzburg | 08    | 18 | 05 | 03 | 10 | 027:31 | 18   | Saison wg. COVID-19-Pandemie abgebrochen und annulliert             |
| 2020/21 | Regionalliga Salzburg | 02    | 14 | 08 | 02 | 04 | 019:15 | 26   | Saison wg. COVID-19-Pandemie abgebrochen und annulliert             |
| 2021/22 | Regionalliga Salzburg | 02    | 18 | 12 | 02 | 04 | 040:17 | 38   | Aufstiegsrunde verloren                                             |
| 2022/23 | Regionalliga Salzburg | 03    | 22 | 14 | 04 | 03 | 051:22 | 47   | Ligareform – Startplatz in Regionalliga West gesichert              |
| 2023/24 | Regionalliga West     | 01    | 30 | 20 | 06 | 04 | 093:34 | 66   | Keine Lizenz für 2. Liga 2024/25 erhalten                           |
| 2024/25 | Regionalliga West     | 01    | 30 | 23 | 03 | 04 | 071:24 | 72   | Aufstieg in die 2. Liga                                             |

Aufstiege sind grün, Abstiege rot unterlegt.